# Nemanja Tošić
Nemanja Tošić (serbisch-kyrillisch Немања Тошић; * 23. Januar 1997 in Belgrad, BR Jugoslawien, heute Serbien) ist ein serbischer Fußballspieler. Der Verteidiger steht seit 2025 als Leihspieler des FC Zürich bei Deportivo La Coruña unter Vertrag und ist ehemaliger serbischer Juniorennationalspieler.

## Karriere
Tošić begann mit dem Fußballspielen in der Jugend von Roter Stern Belgrad. Er gehörte der serbischen U18-Nationalmannschaft an, mit der er im April 2015 zwei Länderspiele bestritt. Von August bis Dezember 2015 verlieh ihn Roter Stern Belgrad für knapp ein halbes Jahr an den Drittligisten FK Rakovica. Im Anschluss wechselte Tošić Anfang 2016 fest zum Zweitligisten FK Sinđelić Beograd, bei dem er sich als Stammspieler durchsetzen konnte.
Nach zwei Jahren verpflichtete ihn Anfang 2018 der Erstligist FK Mačva Šabac, bei dem er in der folgenden Zeit ebenfalls Stammspieler als linker Außenverteidiger wurde. Nachdem bis dahin zweimal jeweils der Klassenerhalt erreicht werden konnte, beendete er die Saison 2019/20 mit der Mannschaft als Tabellenletzter; aufgrund der COVID-19-Pandemie gab es jedoch in diesem Jahr keine Absteiger. Im Anschluss an die Spielzeit verpflichtete ihn im Sommer 2020 der Ligakonkurrent FK Čukarički, für den er die anschließenden vier Jahre aktiv war. Nachdem er zunächst zwei Spielzeiten überwiegend als Ergänzungsspieler verbracht hatte, konnte er sich ab der Saison 2022/23 als Stammspieler etablieren und stieg innerhalb der Mannschaft zum Vizekapitän auf. Mit dem Team zog er 2023 bis ins Pokalfinale ein, in dem man jedoch seinem Jugendverein Roter Stern Belgrad unterlag, und nahm 2023/24 an der Gruppenphase der UEFA Conference League teil.
Im Sommer 2024 ging Tošić in die Schweiz und schloss sich dem dortigen Erstligisten FC Zürich an, der den 27-Jährigen mit einem Dreijahresvertrag bis 2027 ausstattete. Nach zehn Einsätzen bis zur Winterpause, davon fünf in der Startelf, verlieh ihn der Verein Anfang Februar 2025 für den Rest der Saison mit anschließender Kaufoption an den spanischen Zweitligisten Deportivo La Coruña.